# Isenburg-Wied
Isenburg-Wied grófsága a Német-római Birodalom egyik állama volt. Területei a mai Németország Rajna-vidék-Pfalz tartományában feküdtek. A székhelye Neuwied volt.
1388 előtt Isenburg-Braunsberg grófságként volt ismert. 1388-ban egyesült a Wiedi Grófsággal, mígnem 1462-ben a runkeli grófok megörökölték a Wiedi Grófságot, amit visszaállítottak önálló formájába.

## Fordítás
Ez a szócikk részben vagy egészben  az   Isenburg-Wied című angol Wikipédia-szócikk fordításán alapul.  Az eredeti cikk szerkesztőit annak laptörténete sorolja fel. Ez a jelzés csupán a megfogalmazás eredetét és a szerzői jogokat jelzi, nem szolgál a cikkben szereplő információk forrásmegjelöléseként.

## Kapcsolódó szócikk
A Német-római Birodalom államai